# Tuna, Lund

Tuna är en stadsdel i Lund nordöst om stadens centrum. Den har fått sitt namn av Tuna slott.
Gränsen går längs Autostradan i öster, Dalbyvägen i söder och Östra Vallgatan-Biskopsgatan-Allhelgona kyrkogata-Bredgatan i väster. Den norra gränsen kan grovt sett sägas gå längs Getingevägen-Norra Ringen, men vissa områden såsom Smörlyckan som ligger söder om denna gräns ingår inte i Tuna. Tuna hade 2007 3 857 invånare.
Bostadsområdet Professorsstaden ligger i området, och består främst av större villor som byggts åt just professorer vid universitetet. I väster finns främst akademisk bebyggelse med Lunds universitetssjukhus och Lunds universitetsbibliotek. Den nordöstra delen domineras av teknik med Lunds Tekniska Högskola, Ekonomihögskolan och företagsbyn Ideon.
Annat inom området är Botaniska trädgården och Östra kyrkogården i sydväst, Allhelgonakyrkan i väst och koloniområdena Öster I och II i sydöst.